# 4172 Rochefort
4172 Rochefort је астероид главног астероидног појаса чија средња удаљеност од Сунца износи 2,273 астрономских јединица (АЈ).
Апсолутна магнитуда астероида је 14,0.